# Historisk serie
En historisk serie är en tecknad serie som utspelar sig under en särskild historisk epok, som skildras mer eller mindre korrekt. Exempel på historiska serier är Asterix, Lucky Luke och Blueberry. De epoker som skildras spänner över hela världshistorien, från forntiden till modern tid. Exempel på detta är Jan-Åke Winqvists Det nya folket (1990-1996)som utspelar sig under stenåldern och Niels Rolands, Morten Hesseldahls och Henrik Rehrs När kriget kom (svensk utgivning 1991-1994) som utspelar sig i Danmark under den tyska ockupationen på 1940-talet. (Källa: Seriebiblioteket, av Fredrik Strömberg, BTJ Förlag 2005, s. 134-135) Det är även stor variation i fråga om teckningsstilar, från den komiska stilen i Asterix till den mer realistiska i Blueberry.( Strömberg, Seriebiblioteket,s. 130-138)
Bland de svenska serier som utspelar sig i historisk miljö märks förutom den ovan nämnda Det nya folket även Claes Reimerthis och Per Gyllenörs Gustaf Vasa (svensk utgivning 1993-2000).Reimerthi har skrivit manus till serien som är tecknad i realistisk stil av Per Gyllenör. (Källa: Strömberg, s.131) En annan svensk historisk serie är Röde Orm, som bygger på Frans G. Bengtssons roman med samma namn och tecknad av Charlie Christensen (svensk utgivning 2000-2004). Christensens stil befinner sig någonstans mellan den komiska och den realistiska.(Källa: Strömberg, s. 138)  